# Tubuai (wyspa)
Tubuai (Tubuaï) – wyspa w Polinezji Francuskiej, największa w archipelagu Îles Australes (zwanym czasem Tubuai). W 2017 roku zamieszkiwały ją 2322 osoby.

## Geografia
Tubuai to wyspa wulkaniczna, o powierzchni 45 km² (około 8 km długości, 5,5 km szerokości). Krajobraz zdominowany jest przez dwie kopuły wulkaniczne, z których wyższa, Taitaa, wznosi się 422 m n.p.m. Wzdłuż wybrzeża teren jest równinny, miejscami podmokły. Wyspę otacza atol, tworzący lagunę o średniej szerokości 3 km.
Ludność na wyspie jest mocno rozproszona. Znajduje się tu lotnisko.

## Historia
Wyspa odkryta została w 1777 roku przez Jamesa Cooka, który jednak na niej nie wylądował. W 1789 roku na kilka miesięcy w atolu schronienie znalazł okręt HMS „Bounty”, wraz z załogą – uczestnikami słynnego buntu. Ich pobyt na wyspie naznaczony był konfliktami z tubylczą ludnością. Kolejnymi europejskimi osadnikami na wyspie byli misjonarze, którzy przybyli tu w 1820 roku. W 1881 roku wyspa anektowana została przez Francję.